# Nado sincronizado nos Jogos Pan-Americanos de 2007
O nado sincronizado nos Jogos Pan-Americanos de 2007 foi disputado entre os dias 25 e 28 de julho de 2007 no Parque Aquático Maria Lenk do Complexo Esportivo Cidade dos Esportes. Modalidade exclusivamente feminina, as competidoras disputaram medalhas nas apresentações de dueto e por equipe.

## Países participantes
Um total de 11 delegações apresentaram atletas participantes nas competições de nado sincronizado. Apenas mulheres podem disputar a modalidade:
| - ARG Argentina (2) - ARU Aruba (9) - BRA Brasil (9) - CAN Canadá (9) - CHI Chile (2) - COL Colômbia (9) | - CRC Costa Rica (2) - CUB Cuba (9) - USA Estados Unidos (9) - MEX México (9) - VEN Venezuela (9) |

## Medalhistas
| Evento           | Ouro | Prata | Bronze |
| ---------------- | --- | --- | --- |
| Dueto detalhes   | Christina Jones Andrea Nott USA Estados Unidos                                                                                       | Marie-Pier Boudreau Gagnon Isabelle Rampling CAN Canadá | Caroline Hildebrandt Lara Teixeira BRA Brasil |
| Equipes detalhes | Brooke Abel Janet Culp Kate Hooven Becky Kim Andrea Nott Annabelle Orme Jillian Penner Kim Probst Christina Jones USA Estados Unidos | Marie-Pier Boudreau Gagnon Jessika Dubuc Marie-Pierre Gagné Dominika Kopcik Eve Lamoureux Tracy Little Élise Marcotte Jennifer Song Isabelle Rampling CAN Canadá | Beatriz Feres Branca Feres Nayara Figueira Michelle Frota Caroline Hildebrandt Gláucia Souza Giovana Stephan Lara Teixeira Pamela Nogueira BRA Brasil |

## Quadro de medalhas
| Ordem | País               | Medalha de ouro | Medalha de prata | Medalha de bronze |   |
| ----- | ------------------ | --------------- | ---------------- | ----------------- | - |
| 1     | USA Estados Unidos | 2               |                  |                   | 2 |
| 2     | CAN Canadá         |                 | 2                |                   | 2 |
| 3     | BRA Brasil         |                 |                  | 2                 | 2 |
| TOTAL | TOTAL              | 2               | 2                | 2                 | 6 |